# Magyar Szó
Magyar Szó – serbski dziennik wydawany w języku węgierskim. Został założony w 1944 roku.